# Ubexy
 Ubexy  es una población y comuna francesa, en la región de Lorena, departamento de Vosgos, en el distrito de Épinal y cantón de Charmes.

## Demografía
| 203 | 200 | 174 | 207 | 212 | 199 |
| Para los censos de 1962 a 1999 la población legal corresponde a la población sin duplicidades (Fuente: INSEE [Consultar]) |     |     |     |     |     |